# Division 1 (Bélgica) 1954-55
La Primera División de Bélgica 1954/55 fue la 52.ª temporada de la máxima competición futbolística en Bélgica.

## Tabla de posiciones
| Pos | Equipo                         | PJ | PG | PE | PP | GF | GC | Pts | DG  | Notas                                                |
| --- | ------------------------------ | -- | -- | -- | -- | -- | -- | --- | --- | ---------------------------------------------------- |
| 1   | R.S.C. Anderlecht              | 30 | 19 | 3  | 8  | 75 | 47 | 41  | +28 | Clasificado a la Copa de Campeones de Europa 1955-56 |
| 2   | La Gantoise                    | 30 | 16 | 6  | 8  | 55 | 33 | 38  | +22 |                                                      |
| 3   | Standard Liège                 | 30 | 16 | 5  | 9  | 75 | 46 | 37  | +29 |                                                      |
| 4   | Royale Union Saint-Gilloise    | 30 | 14 | 5  | 11 | 61 | 51 | 33  | +10 |                                                      |
| 5   | K Berchem Sport                | 30 | 10 | 11 | 9  | 49 | 40 | 31  | +9  |                                                      |
| 6   | R.F.C. de Liège                | 30 | 12 | 7  | 11 | 50 | 50 | 31  | 0   |                                                      |
| 7   | K Waterschei SV Thor Genk      | 30 | 13 | 5  | 12 | 57 | 74 | 31  | -17 |                                                      |
| 8   | R. Charleroi S.C.              | 30 | 12 | 6  | 12 | 53 | 57 | 30  | -4  |                                                      |
| 9   | KV Mechelen                    | 30 | 13 | 4  | 13 | 57 | 52 | 30  | +5  |                                                      |
| 10  | Royal Antwerp FC               | 30 | 13 | 4  | 13 | 50 | 47 | 30  | +3  |                                                      |
| 11  | Beerschot                      | 30 | 12 | 4  | 14 | 75 | 64 | 28  | +11 |                                                      |
| 12  | Lierse S.K.                    | 30 | 12 | 4  | 14 | 46 | 47 | 28  | -1  |                                                      |
| 13  | K.R.C. Mechelen                | 30 | 12 | 4  | 14 | 56 | 60 | 28  | -4  |                                                      |
| 14  | Tilleur FC                     | 30 | 9  | 9  | 12 | 61 | 67 | 27  | -6  |                                                      |
| 15  | Racing Club Bruxelles          | 30 | 8  | 4  | 18 | 42 | 74 | 20  | -32 | Descenso a la Division II                            |
| 16  | R.O.C. de Charleroi-Marchienne | 30 | 6  | 5  | 19 | 37 | 90 | 17  | -53 | Descenso a la Division II                            |

PJ = Partidos jugados; PG = Partidos ganados; PE = Partidos empatados; PP = Partidos perdidos; GF = Goles a favor; GC = Goles en contra; Pts = Puntos; DG = Diferencia de goles